# Seznam zápasů argentinské fotbalové reprezentace na MS
Argentinská fotbalová reprezentace byla celkem 18x na mistrovstvích světa ve fotbale a to v roce 1930, 1934, 1958, 1962, 1966, 1974, 1978, 1982, 1986, 1990, 1994, 1998, 2002, 2006, 2010, 2014, 2018 a 2022.
- Aktualizace po MS 2022 - Počet utkání - 88 - Vítězství - 53x - Remízy - 10x - Prohry - 25x

| Číslo | Soupeř              | Výsledek                | MS      | Fáze turnaje             | Góly Argentiny |
| ----- | ------------------- | ----------------------- | ------- | ------------------------ | --- |
| 1.    | Francie             | 1 – 0                   | MS 1930 | základní skupina 1       | Luis Monti |
| 2.    | Mexiko              | 6 – 3                   | MS 1930 | základní skupina 1       | Guillermo Stábile (3), Adolfo Zumelzú (2), Francisco Varallo                                                             |
| 3.    | Chile               | 3 – 1                   | MS 1930 | základní skupina 1       | Guillermo Stábile (2), Mario Evaristo                                                                                    |
| 4.    | USA                 | 6 – 1                   | MS 1930 | semifinále               | Luis Monti, Alejandro Scopelli, Guillermo Stábile (2), Carlos Peucelle (2)                                               |
| 5.    | Uruguay             | 2 – 4                   | MS 1930 | finále                   | Carlos Peucelle, Guillermo Stábile                                                                                       |
| 6.    | Švédsko             | 2 – 3                   | MS 1934 | první kolo               | Ernesto Belis, Alberto Galateo                                                                                           |
| 7.    | SRN                 | 1 – 3                   | MS 1958 | základní skupina A       | Oreste Corbatta |
| 8.    | Severní Irsko       | 3 – 1                   | MS 1958 | základní skupina A       | Oreste Corbatta (penalta), Norberto Menéndez, Ludovico Avio                                                              |
| 9.    | Československo      | 1 – 6                   | MS 1958 | základní skupina A       | Oreste Corbatta |
| 10.   | Bulharsko           | 1 – 0                   | MS 1962 | základní skupina D       | Héctor Facundo |
| 11.   | Anglie              | 1 – 3                   | MS 1962 | základní skupina D       | José Sanfilippo |
| 12.   | Maďarsko            | 0 – 0                   | MS 1962 | základní skupina D       | Ne |
| 13.   | Španělsko           | 2 – 1                   | MS 1966 | základní skupina B       | Luis Artime (2) |
| 14.   | SRN                 | 0 – 0                   | MS 1966 | základní skupina B       | Ne |
| 15.   | Švýcarsko           | 2 – 0                   | MS 1966 | základní skupina B       | Luis Artime, Ermindo Onega                                                                                               |
| 16.   | Anglie              | 0 – 1                   | MS 1966 | čtvrtfinále              | Ne |
| 17.   | Polsko              | 2 – 3                   | MS 1974 | základní skupina 4       | Ramón Heredia, Carlos Babington                                                                                          |
| 18.   | Itálie              | 1 – 1                   | MS 1974 | základní skupina 4       | René Houseman |
| 19.   | Haiti               | 4 – 1                   | MS 1974 | základní skupina 4       | Héctor Yazalde (2), René Houseman, Rubén Ayala                                                                           |
| 20.   | Nizozemsko          | 0 – 4                   | MS 1974 | sem. fáze - skupina A    | Ne |
| 21.   | Izrael              | 1 – 2                   | MS 1974 | sem. fáze - skupina A    | Miguel Ángel Brindisi |
| 22.   | NDR                 | 1 – 1                   | MS 1974 | sem. fáze - skupina A    | René Houseman |
| 23.   | Maďarsko            | 2 – 1                   | MS 1978 | základní skupina 1       | Leopoldo Luque, Daniel Bertoni                                                                                           |
| 24.   | Francie             | 2 – 1                   | MS 1978 | základní skupina 1       | Daniel Passarella (penalta), Leopoldo Luque                                                                              |
| 25.   | Itálie              | 0 – 1                   | MS 1978 | základní skupina 1       | Ne |
| 26.   | Polsko              | 2 – 0                   | MS 1978 | sem. fáze - skupina B    | Mario Kempes |
| 27.   | Brazílie            | 0 – 0                   | MS 1978 | sem. fáze - skupina B    | Ne |
| 28.   | Peru                | 6 – 0                   | MS 1978 | sem. fáze - skupina B    | Mario Kempes (2), Alberto Tarantini, Leopoldo Luque (2), René Houseman                                                   |
| 29.   | Nizozemsko          | 3 – 1 (PP)              | MS 1978 | finále                   | Mario Kempes (2), Daniel Bertoni                                                                                         |
| 30.   | Belgie              | 0 – 1                   | MS 1982 | základní skupina 3       | Ne |
| 31.   | Maďarsko            | 4 – 1                   | MS 1982 | základní skupina 3       | Daniel Bertoni, Diego Maradona (2), Osvaldo Ardiles                                                                      |
| 32.   | Salvador            | 2 – 0                   | MS 1982 | základní skupina 3       | Daniel Passarella (penalta), Daniel Bertoni                                                                              |
| 33.   | Itálie              | 1 – 2                   | MS 1982 | druhá skupinová fáze - C | Daniel Passarella |
| 34.   | Brazílie            | 1 – 3                   | MS 1982 | druhá skupinová fáze - C | Ramón Díaz |
| 35.   | Jižní Korea         | 3 – 1                   | MS 1986 | základní skupina A       | Jorge Valdano (2), Oscar Ruggeri                                                                                         |
| 36.   | Itálie              | 1 – 1                   | MS 1986 | základní skupina A       | Diego Maradona |
| 37.   | Bulharsko           | 2 – 0                   | MS 1986 | základní skupina A       | Jorge Valdano, Jorge Burruchaga                                                                                          |
| 38.   | Uruguay             | 1 – 0                   | MS 1986 | osmifinále               | Pedro Pasculli |
| 39.   | Anglie              | 2 – 1                   | MS 1986 | čtvrtfinále              | Diego Maradona (2) |
| 40.   | Belgie              | 2 – 0                   | MS 1986 | semifinále               | Diego Maradona (2) |
| 41.   | SRN                 | 3 – 2                   | MS 1986 | finále                   | José Luis Brown, Jorge Valdano, Jorge Burruchaga                                                                         |
| 42.   | Kamerun             | 0 – 1                   | MS 1990 | základní skupina B       | Ne |
| 43.   | Sovětský svaz       | 2 – 0                   | MS 1990 | základní skupina B       | Pedro Troglio, Jorge Burruchaga                                                                                          |
| 44.   | Rumunsko            | 1 – 1                   | MS 1990 | základní skupina B       | Pedro Monzón |
| 45.   | Brazílie            | 1 – 0                   | MS 1990 | osmifinále               | Claudio Caniggia |
| 46.   | Jugoslávie          | 0 – 0 (PP) (pen. 3 - 2) | MS 1990 | čtvrtfinále              | penalty: José Serrizuela, Jorge Burruchaga, Gustavo Dezotti                                                              |
| 47.   | Itálie              | 1 – 1 (PP) (pen. 4 - 3) | MS 1990 | semifinále               | Claudio Caniggia penalty: José Serrizuela, Jorge Burruchaga, Julio Olarticoechea, Diego Maradona                         |
| 48.   | SRN                 | 0 – 1                   | MS 1990 | finále                   | Ne |
| 49.   | Řecko               | 4 – 0                   | MS 1994 | základní skupina D       | Gabriel Batistuta (2 + 1 penalta), Diego Maradona                                                                        |
| 50.   | Nigérie             | 2 – 1                   | MS 1994 | základní skupina D       | Claudio Caniggia (2) |
| 51.   | Bulharsko           | 0 – 2                   | MS 1994 | základní skupina D       | Ne |
| 52.   | Rumunsko            | 2 – 3                   | MS 1994 | osmifinále               | Gabriel Batistuta (penalta), Abel Balbo                                                                                  |
| 53.   | Japonsko            | 1 – 0                   | MS 1998 | základní skupina H       | Gabriel Batistuta |
| 54.   | Jamajka             | 5 – 0                   | MS 1998 | základní skupina H       | Ariel Ortega (2), Gabriel Batistuta (2 + 1 penalta)                                                                      |
| 55.   | Chorvatsko          | 1 – 0                   | MS 1998 | základní skupina H       | Mauricio Pineda |
| 56.   | Anglie              | 2 – 2 (PP) (pen. 4 - 3) | MS 1998 | osmifinále               | Gabriel Batistuta (penalta), Javier Zanetti penalty: Sergio Berti, Juan Sebastián Verón, Marcelo Gallardo, Roberto Ayala |
| 57.   | Nizozemsko          | 1 – 2                   | MS 1998 | čtvrtfinále              | Claudio López |
| 58.   | Nigérie             | 1 – 0                   | MS 2002 | základní skupina F       | Gabriel Batistuta |
| 59.   | Anglie              | 0 – 1                   | MS 2002 | základní skupina F       | Ne |
| 60.   | Švédsko             | 1 – 1                   | MS 2002 | základní skupina F       | Hernán Crespo |
| 61.   | Pobřeží slonoviny   | 2 – 1                   | MS 2006 | základní skupina C       | Hernán Crespo, Javier Saviola                                                                                            |
| 62.   | Srbsko a Černá Hora | 6 – 0                   | MS 2006 | základní skupina C       | Maxi Rodríguez (2), Esteban Cambiasso, Hernán Crespo Carlos Tévez, Lionel Messi                                          |
| 63.   | Nizozemsko          | 0 – 0                   | MS 2006 | základní skupina C       | Ne |
| 64.   | Mexiko              | 2 – 1 (PP)              | MS 2006 | osmifinále               | Hernán Crespo, Maxi Rodríguez                                                                                            |
| 65.   | Německo             | 1 – 1 (PP) (pen. 2 - 4) | MS 2006 | čtvrtfinále              | Roberto Ayala penalty: Julio Ricardo Cruz, Maxi Rodríguez                                                                |
| 66.   | Nigérie             | 1 – 0                   | MS 2010 | základní skupina B       | Gabriel Heinze |
| 67.   | Jižní Korea         | 4 – 1                   | MS 2010 | základní skupina B       | Pak Ču-Jong (vlastní KOR), Gonzalo Higuaín (3)                                                                           |
| 68.   | Řecko               | 2 – 0                   | MS 2010 | základní skupina B       | Martín Demichelis, Martín Palermo                                                                                        |
| 69.   | Mexiko              | 3 – 1                   | MS 2010 | osmifinále               | Carlos Tévez (2), Gonzalo Higuaín                                                                                        |
| 70.   | Německo             | 0 – 4                   | MS 2010 | čtvrtfinále              | Ne |
| 71.   | Bosna a Hercegovina | 2 – 1                   | MS 2014 | základní skupina F       | Sead Kolašinac (vlastní BIH), Lionel Messi                                                                               |
| 72.   | Írán                | 1 – 0                   | MS 2014 | základní skupina F       | Lionel Messi |
| 73.   | Nigérie             | 3 – 2                   | MS 2014 | základní skupina F       | Lionel Messi (2), Marcos Rojo                                                                                            |
| 74.   | Švýcarsko           | 1 – 0 (PP)              | MS 2014 | osmifinále               | Ángel Di María |
| 75.   | Belgie              | 1 – 0                   | MS 2014 | čtvrtfinále              | Gonzalo Higuaín |
| 76.   | Nizozemsko          | 0 – 0 (PP) (pen. 4 - 2) | MS 2014 | semifinále               | penalty: Lionel Messi, Ezequiel Garay, Sergio Agüero, Maxi Rodríguez                                                     |
| 77.   | Německo             | 0 – 1 (PP)              | MS 2014 | finále                   | |
| 78.   | Island              | 1 – 1                   | MS 2018 | základní skupina D       | Sergio Agüero |
| 79.   | Chorvatsko          | 0 – 3                   | MS 2018 | základní skupina D       | Ne |
| 80.   | Nigérie             | 2 – 1                   | MS 2018 | základní skupina D       | Lionel Messi, Marcos Rojo                                                                                                |
| 81.   | Francie             | 3 – 4                   | MS 2018 | osmifinále               | Ángel Di María, Gabriel Mercado, Sergio Agüero                                                                           |
| 82.   | Saúdská Arábie      | 1 – 2                   | MS 2022 | základní skupina C       | Lionel Messi (penalta)                                                                                                   |
| 83.   | Mexiko              | 2 – 0                   | MS 2022 | základní skupina C       | Lionel Messi, Enzo Fernández                                                                                             |
| 84.   | Polsko              | 2 – 0                   | MS 2022 | základní skupina C       | Alexis Mac Allister, Julián Álvarez                                                                                      |
| 85.   | Austrálie           | 2 – 1                   | MS 2022 | osmifinále               | Lionel Messi, Julián Álvarez                                                                                             |
| 86.   | Nizozemsko          | 2 – 2 (PP) (pen. 4 - 3) | MS 2022 | čtvrtfinále              | Lionel Messi Leandro Paredes Gonzalo Montiel Enzo Fernández Lautaro Martínez                                             |
| 87.   | Chorvatsko          | 3 – 0                   | MS 2022 | semifinále               | 2x Julián Álvarez, Lionel Messi (penalta)                                                                                |
| 88.   | Francie             | 3 – 3 (PP) (pen. 4 - 2) | MS 2022 | finále                   | Lionel Messi (1 + 1 penalta), Ángel Di María penalty Lionel Messi Paulo Dybala Leandro Paredes Gonzalo Montiel           |